# Sint-Janscokathedraal
De Sint-Janscokathedraal (Maltees: Kon-Katidral ta’ San Ġwann; Engels: St. John's Co-Cathedral) is een 16e-eeuwse kathedraal in Valletta, de hoofdstad van Malta. Deze rijk versierde kerk van de Orde van Malta is een bekend voorbeeld van de barok. Hier bevindt zich het beroemde schilderij De onthoofding van Johannes de Doper (1608) van Caravaggio.
De Sint-Janscokathedraal is een nationaal monument van Malta en de belangrijkste toeristische attractie van het land. In 2007 kwamen er 450.000 bezoekers om de kerk te bezichtigen. In het hoogseizoen kunnen er 4.000 bezoekers per dag komen.
De sobere voorgevel, die de kathedraal het uiterlijk van een fort geeft, wordt geflankeerd door twee klokkentorens. In contrast met de gevel is het interieur rijk versierd. De Italiaanse kunstenaar Mattia Preti was grotendeels verantwoordelijk voor het interieur in barokstijl. Preti schilderde onder meer fresco's op het gewelfd plafond met scènes uit het leven van Johannes de Doper, aan wie de kerk gewijd is. Ook de gebeeldhouwde muren uit Maltees kalksteen zijn van zijn hand. Opmerkelijk is dat dit beeldhouwwerk in de kerk zelf werd uitgevoerd en niet elders is gemaakt en later aan de muur bevestigd.
In de kerk werden een aantal ridders en grootmeesters van de Maltezer Orde begraven. Bij de hoofdingang bijvoorbeeld staat een grafmonument van grootmeester Marc'Antonio Zondadari, een neef van Paus Alexander VII. In het schip van het kerk liggen zo'n 300 rijk versierde marmeren grafstenen van verschillende ridders.

## Kapellen
De kerk bevat acht kapellen voor de verschillende langues (afdelingen) van de Maltezer orde. Deze kapellen zijn gewijd aan de patroonheiligen van deze acht langues. De kapellen van de machtigste langues (die van Frankrijk, Italië en Aragón) zijn het dichtst bij het altaar.
Aan de linkerkant van de kerk:
- De Kapel van de Engels-Beierse langue, de voormalige Kapel van de Relikwie waar relikwies bewaard werden
- De Kapel van Provence
- De Kapel van Frankrijk
- De Kapel van Italië
- De Kapel van Duitsland, waaronder ook de Nederlanden

En aan de rechterkant van de kerk:
- De Kapel van Auvergne
- De Kapel van Aragón, Catalonië en Navarra met het het altaarstuk Sint-Joris en de draak van Mattia Preti
- De Kapel van Castilië, Léon en Portugal

Aan de rechterkant is ook een negende kapel, de Kapel van het Gezegende Sacrament. Deze heette vroeger de Kapel van Onze Lieve Vrouwe van Filermos, naar een icoon van Maria die hier bewaard werd en door de Maltezer Orde zeer vereerd werd.

## Kunstwerken
Het beroemde schilderij De onthoofding van Johannes de Doper (1608) van Caravaggio werd speciaal geschilderd voor het Oratorium van de kerk, waar het nog steeds hangt. Het schilderij, een bekend voorbeeld van clair-obscur (licht- en schaduweffecten), werd in de jaren 1990 gerestaureerd. In het Oratorium hangt ook een ander werk van Caravaggio, De heilige Hiëronymus aan zijn schrijftafel.
Enkele andere kunstwerken in de kerk zijn het altaarstuk Sint-Joris en de draak van Mattia Preti in de Kapel van Aragón, gerestaureerd in 2004-2005, en De geseling van Christus (1572) door Stefano Pieri, gerestaureerd in 2006-2007, dat boven het altaar van de sacristie hangt.
De kunstcollectie omvat ook een belangrijke verzameling van 29 enorme Vlaamse wandtapijten.

## Geschiedenis
De kathedraal werd gebouwd als kloosterkerk van de Maltezer Orde tussen 1573 en 1578, in opdracht van Jean l'Evesque de la Cassière, destijds grootmeester van de ridderorde. De kerk werd ontworpen door Glormu Cassar, een Maltese militaire architect die ook andere prominente gebouwen in Valletta tekende. De naam "cokathedraal" refereert aan het feit dat Napoleon in 1798 Malta veroverde en de ridderorde van het eiland dwong, waarbij hij zo'n 6 miljoen franc aan schatten uit de kathedraal plunderde. Hierdoor verloor de kerk haar functie en werd in de jaren 1820 een tweede domkerk, cokathedraal dus, van de bisschop van Mdina.
Tijdens de Tweede Wereldoorlog raakte de kathedraal zwaar beschadigd tijdens een Duits luchtbombardement.
Om de enorme stroom toeristen aan te kunnen zijn er plannen om naast de kerk een modern gebouw van drie etages te bouwen. Dit gebouw zou als bezoekerscentrum en museumgebouw dienen. Een tweede optie die wordt overwogen is om het plein voor de kathedraal met glas te bedekken en aan de westkant van de kerk een ruimte uit te graven.

## Afbeeldingen

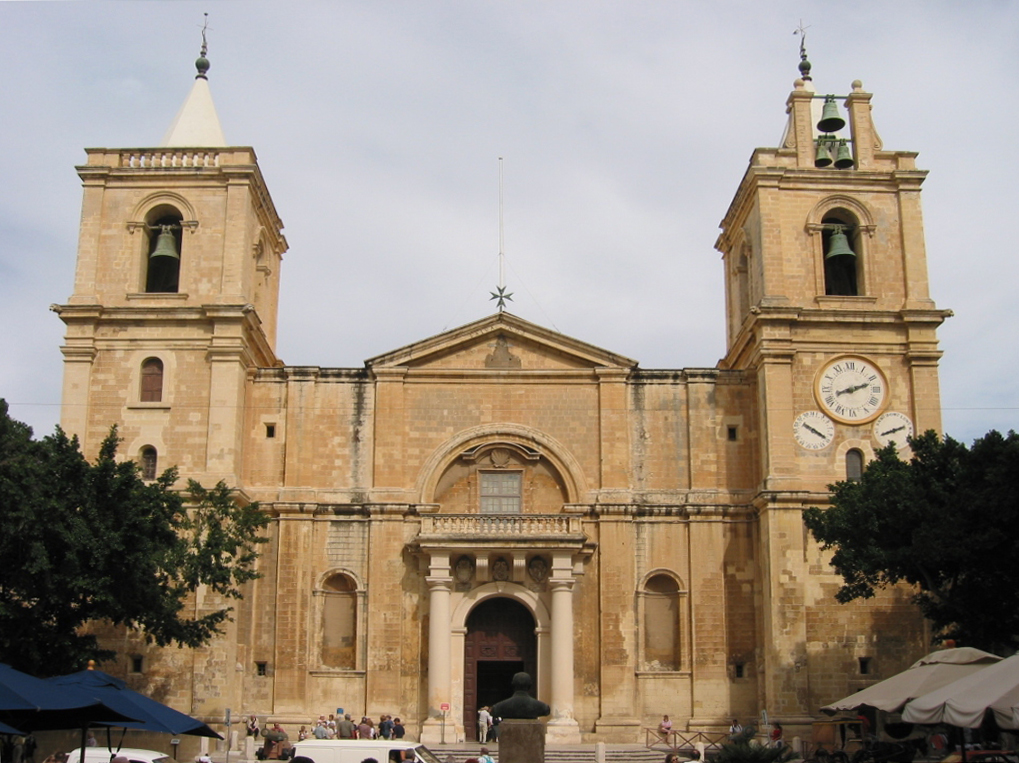
Voorgevel
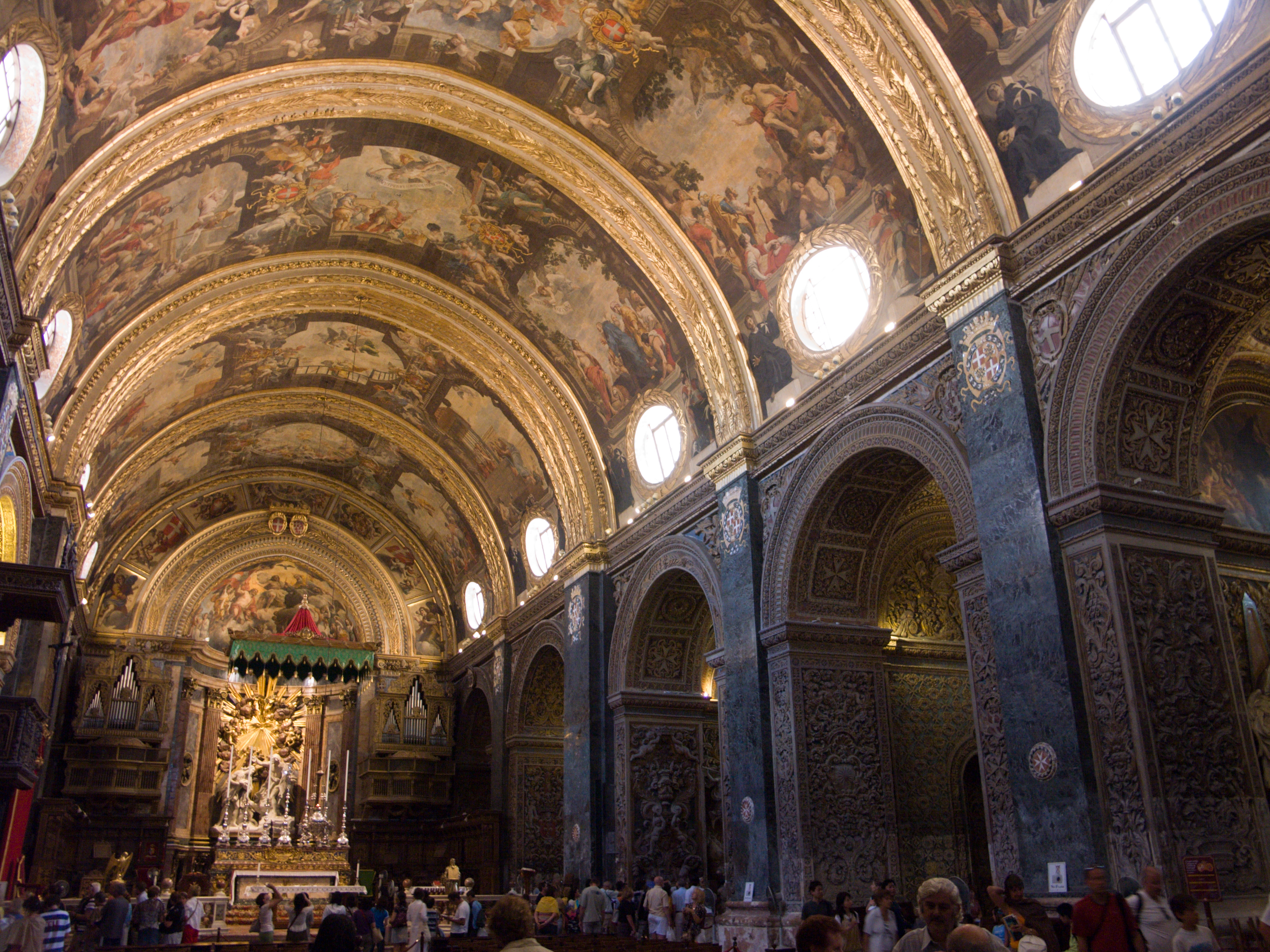
Interieur
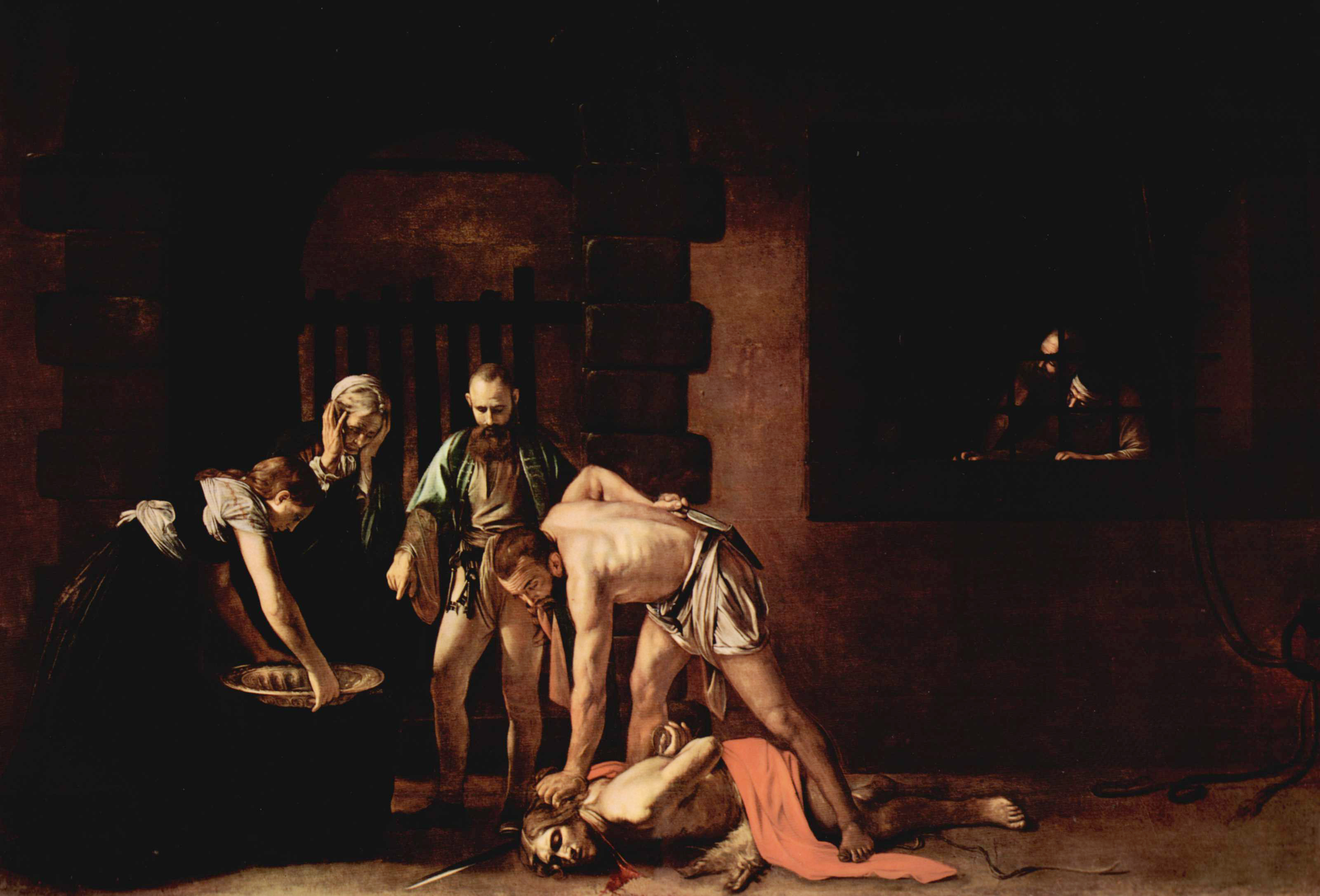
De onthoofding van Johannes de Doper (1608) van Caravaggio
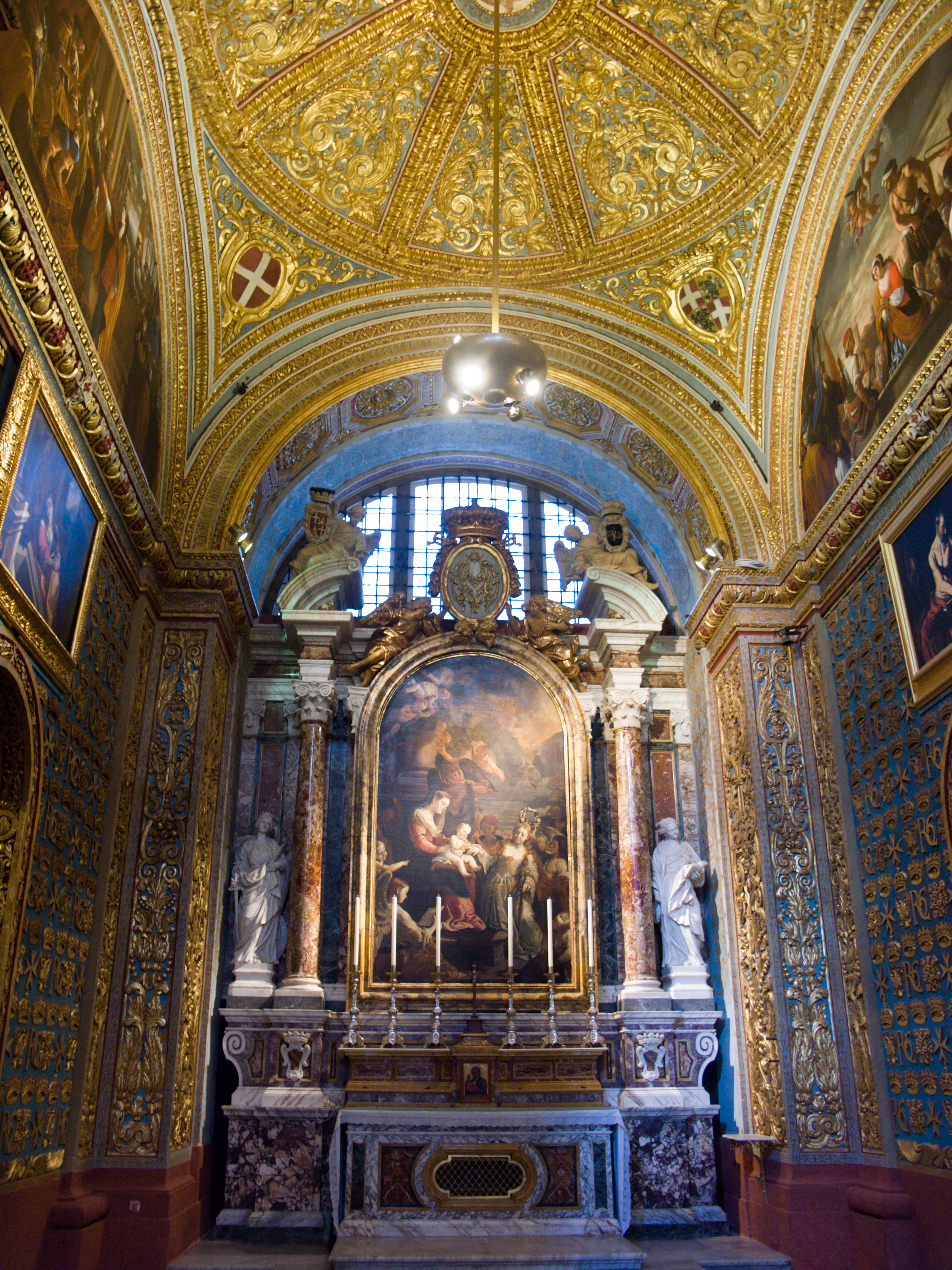
Een van de kapellen van de kathedraal